# ユウキ食品
ユウキ食品株式会社（ユウキしょくひん）は、東京都調布市に本社を置く食品メーカー。

## 概要
1974年有紀食品とて設立。社名は有機栽培食品の綴りをもじったものである。当時はまだ珍しかった中華・エスニック料理調味料の専門メーカーとして出発し、できるだけ天然素材を用いることで差別化を図った。その後、エスニック料理店が日本国内で定着していくにつれ成長を続けたが、家庭向けには他に有力な調味料メーカーがあることもあり、小売店での存在感は必ずしも大きくなく、主力は業務用食品であった。
2007年4月1日付で大手日用品メーカーのライオンとアメリカのスパイスメーカー「マコーミック」の合弁企業である「ライオンマコーミック」から、日本でのマコーミック事業の譲渡を受け、調味料全般に取り扱い分野を拡大。日本におけるマコーミック・ブランドの知名度を活用し、小売店で売場面積を拡大し企図している。

## 事業所
- 本社（東京都調布市）
- 食品研究所（東京都調布市）
- 札幌営業所（北海道札幌市）
- 仙台営業所（宮城県仙台市）
- 名古屋営業所（愛知県名古屋市）
- 大阪営業所（大阪府吹田市）
- 広島営業所（広島県広島市）
- 福岡営業所（福岡県福岡市）
- 埼玉入間商品センター（埼玉県入間市）
- 長野蓼科工場（長野県茅野市）
- 長野八ヶ岳工場（長野県諏訪郡）
- 静岡工場（静岡県磐田市）
- 関東工場（栃木県那珂川町）
- 栃木工場（栃木県那珂川町）
- 神奈川厚木工場（神奈川県愛川町）
- 入間工場（埼玉県入間市）

## 不適正表示問題
2010年9月10日 農林水産省はユウキ食品に対し、販売している調味料の原材料を意図的に表示しなかったとしてJAS法に基づいて是正を指示した。不適切な表示があったのは18商品で、2008年1月～2010年6月までに415万点を販売していた。JAS法違反とわかっていたが、隠し味は企業秘密なので表示したくなかったと釈明している。